# حساسیت‌زایی (ایمنی‌شناسی)
در ایمنی‌شناسی از واژه حساسیت‌زایی (به انگلیسی: Sensitization) برای مفاهیم زیر استفاده می‌شود:
- ایمنی‌سازی با القای پاسخ تطبیقی در سیستم ایمنی.[۱][۲][۳][۴][۵] از این نظر، حساسیت‌زایی اصطلاحی است که بیشتر برای القای پاسخ‌های آلرژیک استفاده می‌شود.[۴]
- برای اتصال آنتی‌بادی‌ها به سلول‌هایی مانند گلبول‌های قرمز پیش از انجام آزمایش ایمنی‌شناسی مانند تست تثبیت مکمل یا تست کومبس.[۱][۲][۵] آنتی‌بادی‌ها در آماده‌سازی به سلول‌های مناطق Fab خود متصل می‌شوند.
- برای اتصال آنتی‌بادی‌ها یا آنتی‌ژن‌های محلول به صورت شیمیایی یا از طریق جذب به جانداران بیولوژیک مناسب مانند گلبول‌های قرمز یا ذرات ساخته‌شده از ژلاتین یا لاتکس برای آزمایش‌های تجمع غیرفعال.[۵]

خود آن ذرات از نظر بیولوژیکی غیرفعال هستند مگر اینکه به عنوان آنتی‌ژن در برابر آنتی‌بادی‌های اولیه یا به عنوان حامل آنتی‌ژن‌ها عمل کنند. هنگامی که از آنتی‌بادی‌ها در آماده‌سازی استفاده می‌شود، آنها به گلبول‌های قرمز یا ذرات در مناطق Fab خود متصل می‌شوند؛ بنابراین مرحله زیر به آنتی‌بادی‌های ثانویه علیه آن آنتی‌بادی‌های اولیه نیاز دارد، یعنی آنتی‌بادی‌های ثانویه باید ویژگی اتصال به آنتی‌بادی‌های اولیه از جمله به مناطق Fc آنها را داشته باشند.